# Колинс (кратер)
Колинс е малък лунен кратер разположен в южната част на Морето на спокойствието (Mare Tranquillitatis). Има диаметър 2,4 км и дълбочина 0,6 км.
Лежи близо до мястото където се е приземил Аполо 11. Кратерът е наименуван на астронавта Майкъл Колинс. Този кратер е най-близкия до мястото на кацане от три такива кръстени на членовете от екипажа на Аполо 11. На запад е мястото на кацане на Сървейър 5.